# Dörverden
Dörverden település Németországban, azon belül Alsó-Szászország tartományban. Lakosainak száma 9175 fő (2023. december 31.). Dörverden Kirchlinteln és Verden községekkel határos.

## Népesség
A település népességének változása:
| Lakosok száma | 8993 | 9070 | 8964 | 8972 | 9062 | 9170 | 9175 |
|               | 2015 | 2016 | 2017 | 2019 | 2021 | 2022 | 2023 |